# Metriorhynchus
Metriorhynchus (gr.: metrio „mäßig“, rhynchos „Schnauze“) ist eine ausgestorbene Gattung mariner Krokodile aus dem Mittel- und Oberjura von Europa. Sie wurde von dem Paläontologen Hermann von Meyer im Jahr 1830 beschrieben. Fossilien der Gattung wurden in England, Frankreich und Deutschland gefunden.

## Merkmale
Metriorhynchus war von ähnlicher Gestalt wie die modernen Krokodile und wurde drei Meter lang. Er hatte einen stromlinienförmigen Körper, zu Flossen umgewandelte Beine und einen mit einer Schwanzflosse ausgestatteten Schwanz, was ihn zu einem wesentlich effektiveren Schwimmer machte, als es die heutigen Krokodile sind.
Aktuelle Untersuchung an fossilen Exemplaren von Metriorhynchus superciliosus, haben gezeigt, dass adulte Tiere dieser Art gut entwickelte Salzdrüsen hatten. Dies bedeutet, dass er nicht auf Süßwasser angewiesen war.

## Arten
Die Arten wurden traditionell in zwei Gruppen eingeordnet, die langschnäuzigen mit schmalen Kiefern und die kurzschnäuzigen mit breiten Kiefern. Alle kurzschnäuzigen Arten wurden inzwischen den Gattungen  Purranisaurus und Suchodus zugeordnet.
Die in der Gattung verbliebenen langschnäuzige Arten sind:

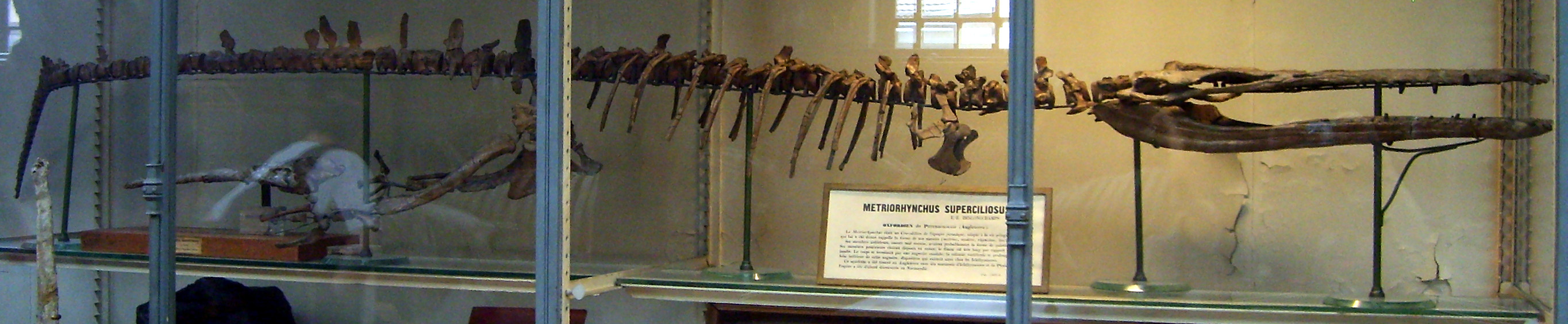
Skelett von Metriorhynchus superciliosus im Muséum national d’histoire naturelle in Paris

- M. superciliosus: Westeuropa (England und Frankreich) aus dem Mittel- und Oberjura (Callovium und Oxfordium); Syn.: M. moreli, M. blainvillei, und M. jaekeli.
- M. palpebrosus: Westeuropa (England) aus dem Oberjura (Kimmeridgium); Syn.: M. temporalis.
- M. hastifer: Westeuropa  (Frankreich) aus dem Oberjura (Kimmeridgium).
- M. geoffroyii: (Typusart) Westeuropa (Frankreich) aus dem Oberjura (Kimmeridgium)[7]

Zwei weitere langschnäuzige Arten M. acutus und M. leedsi wurden in die Gattung Gracilineustes gestellt.

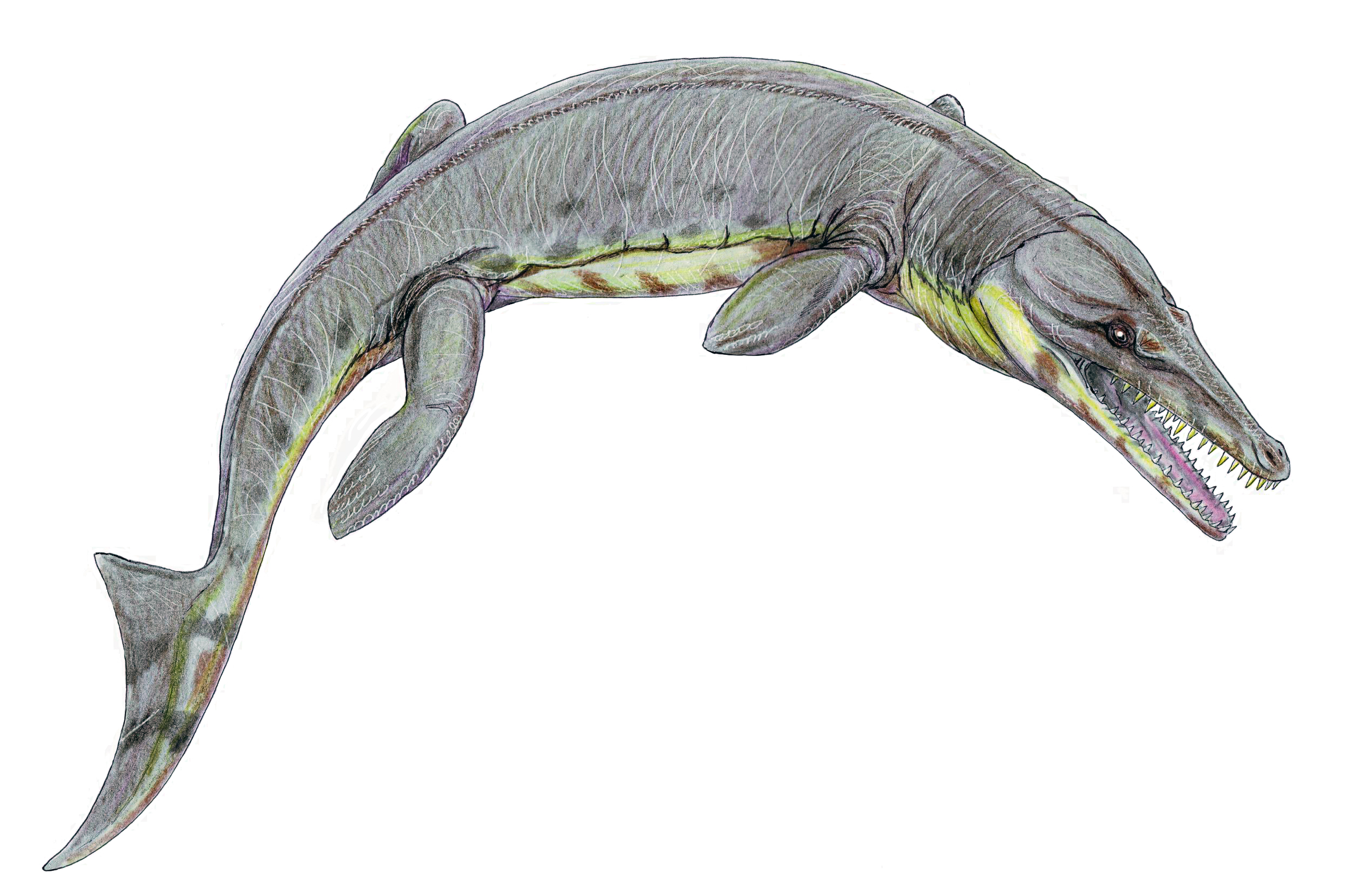
Suchodus durobrivensis

Fragmentarische Fossilien, die den Fossilien von Metriorhynchus ähneln, sind auch aus dem Bajocium und Bathonium (zwei Stufen des Mitteljuras) von Südamerika beschrieben. Phylogenetische Analysen zeigen aber, dass sie Metriorhynchus nicht zugeordnet werden können.

## Lebensweise
Metriorhynchus war ein Fleischfresser und verbrachte den größten Teil des Lebens, oder sein gesamtes Leben auf offener See. Er war wahrscheinlich ein opportunistischer Jäger, der sich vor allem von Belemniten und Fischen ernährte.
Eier oder Nester der Gattung wurden bisher nicht gefunden, deshalb ist nichts über ihre Fortpflanzung bekannt. Wo Metriorhynchus sich paarte, ob im Meer oder an Land, ob er Eier legte oder lebendgebärend war, ist im Unterschied zu den Verhältnissen bei anderen Meeresreptilien des Mesozoikums, wie den Plesiosauriern oder den Ichthyosauriern, gegenwärtig noch unbekannt.